# Argoctenus nebulosus
Argoctenus nebulosus är en spindelart som beskrevs av Simon 1909. Argoctenus nebulosus ingår i släktet Argoctenus och familjen taggfotsspindlar.
Artens utbredningsområde är Western Australia. Inga underarter finns listade i Catalogue of Life.